# 森雅之 (漫画家)
森 雅之（もり まさゆき、1957年2月11日 - ）は、日本の漫画家。男性。北海道浦河町出身。札幌市在住。漫画家の鈴木翁二は義兄。妻は画家・絵本作家の森環。

## 略歴・人物
北海道札幌東高等学校卒業後、桜美林大学中退を経て、北海道デザイナー専門学院造形美術科卒。1976年、漫画専門誌「漫波」に掲載された『写真物語』でデビュー。
作品は整序された枠線による定型的な画面構成の中に素直な描線で描かれ、モノクロ作品では、黒白の配分に優れる。また、カラーの色使いも美しく絵本を思わせる。デビュー以来、作品の描写は安定して変化は殆ど無い。
内容としては、日常生活の中で心暖まるさりげないエピソードをリリカルに描く作品が多い。男性でありながら、思春期の少女のふとした心の揺れやざわめきを見事にとらえる。
「モーニング」「月刊アフタヌーン」「ガロ」「Duet」「まんがライフオリジナル」「ぱふ」「天文ガイド」「読売新聞家庭版」「週刊金曜日」「アックス」等、発表する場は多岐に渡っているが、それにより作風が変わることは少ない。

## 経歴
- 1976年、『写真物語』でデビュー
- 1996年、第25回日本漫画家協会賞優秀賞受賞（『ペッパーミント物語』）

## 作品リスト
- 夜と薔薇（1979年、清彗社：1987年・1990年、ふゅーじょんぷろだくと）
- 散歩しながらうたう唄（1986年、ふゅーじょんぷろだくと）
- ポケットストーリー（1987年 - 1988年、モーニング・コミックブック、講談社）
- リリックス（モーニング・コミックブック）
- 惑星物語（1991年、河出書房新社）
- 水の夢（1994年、ファンタジーコミックス、偕成社）
- ペッパーミント物語（1986年 - 1995年、Duet、集英社 単行本：1995年、ホームコミックス、集英社：2004年、珈琲文庫、ふゅーじょんぷろだくと）
- 長万部山村歴史ブック「オ・シャマンペ」（1996年、北海道長万部町）
- mf-メゾフォルテ-（1996年、珈琲文庫）
- 耳の散歩（1998年、眠れぬ夜の奇妙な話コミックス、朝日ソノラマ）
- 追伸-二人の手紙物語-（2004年、バジリコ）
- 恵みのとき―病気になったら（2005年、サンマーク出版）
- 散歩手帖-ポケットに憧れを入れて歩こう-（2008年、大和書房）
- 「そだててあそぼう　ウマの絵本」（2009年、農山漁村文化協会〈農文協〉）
- すみれちゃん（2010年、ビリケン出版）
- 星と星座をみつけよう（2014年、誠文堂新光社）
- 僕の金魚（2017年、まんだらけ出版）
- 月の満ちかけをながめよう（2018年、誠文堂新光社）
- ポケットの中の唄（2019年、青林工藝舎）